# Kamo (Shirak)
Pour les articles homonymes, voir Kamo.
Kamo (en arménien Կամո) est une communauté rurale du marz de Shirak en Arménie. En 2008, elle compte 1 536 habitants.